# الارد كينيث وينشتاين
الارد كينيث وينشتاين (بالإنجليزية: Allard K. Lowenstein)‏ (16 يناير 1929 - 14 مارس 1980) وكان أحد السياسيين الديمقراطيين في الكونغرس لولاية واحدة تمثل منطقة 5 في مقاطعة ناسو، نيويورك في الفترة من 1969 حتى 1971. عمله على الحقوق المدنية وأنه قد استشهد في الحركة المناهضة للحرب مصدر إلهام شخصيات عامة من بينهم أعضاء الكونغرس الأمريكي جون كيري، بيل برادلي، غاري هارت، دونالد دبليو الابن وبارني فرانك، كاليفورنيا المرشح لمنصب الحاكم فيل أنجليدس، الكاتب ويليام باكلي، الابن، الممثل وارن بيتي، مستشار البيت الأبيض غريغوري كريغ، مدينة نيويورك المحامي العام السابق مارك الأخضر والموسيقي وكتاب الأغاني بيتر يارو وهاري شابين.